# Personal Ancestral File
Personal Ancestral File, también llamado PAF, es un software de genealogía diseñado y producido por FamilySearch, una página web operada por La Iglesia de Jesucristo de los Santos de los Últimos Días y disponible como freeware. El PAF ha sido traducido al español, portugués, italiano, francés, alemán y otros idiomas.

## Funciones
El programa permite crear una base de datos de ancestros, escrito en el lenguaje GEDCOM por lo que es compatible con otros programas comerciales de genealogía. El PAF permite hacer entradas individuales para cada individuo, junto con sus datos demográfico, tales como fecha y lugar de nacimiento, bautismo, defunción y sepultura. Permite también añadir notas, referencias y fotos. Tiene funciones de impresión de cuadros genealógicos, formatos Ahnentafel, registros de grupos familiares, libros de recuerdos, diarios, etc., así como la creación de páginas web. El Personal Ancestral File permite añadir millones de nombres en la base de datos, el único limitante es la cantidad de espacio disponible en la memoria de la computadora del usuario.

## Memoria
Dependiendo de la versión que el usuario tenga, la cantidad máxima de registros y notas que se pueden almacenar en Personal Ancestral File son aproximadamente los siguientes: 
- 2.31 DOS: 65.535 registros
- 2.1 Macintosh: entre 2.200 y 7.900 registros por cada 800 kb de espacio en el disco[4] y según la cantidad de notas que contengan.
- 2.3.1 Macintosh: 32.767 registros
- PAF3, 4 y 5: Hasta un millón de registros

El espacio disponible en el disco duro y la cantidad de información incluida en las notas pueden limitar el número de registros que pueda ser almacenados. El límite de notas en Personal Ancestral File también depende de la versión que utilice:
- PAF3: sin límite
- PAF4: límite de unas 12 páginas de notas bajo Windows 95 o 98; sin límite para Windows 2000, ME, XP ni Windows NT
- PAF5: sin límite para Windows 2000, ME, XP ni NT

El límite de notas generalmente depende de la versión de Windows que use. En vez de utilizar notas, se pueden usar las opciones de Eventos de costumbre (eventos personalizados) que se ofrecen en las pantallas Editar persona y Editar matrimonio. Esto permite reservar el espacio del campo de Notas para datos más importantes que no tengan cabida en el campo de eventos personalizados.

"El límite de fuentes sigue la misma línea que el de las notas. Si se ha introducido notas en el campo de Texto original o de Comentarios o bien en la fuente en sí, y después se han vinculado muchos registros a dicha fuente, es posible que el informe de importación dé un mensaje de error. Si se da el caso, dichos campos quedarán truncados o cortados según la cantidad de espacio disponible. Esto también puede ocurrir con las citas.".
Kanisa... base de datos del sistema de soporte de Historia Familiar.

## Historia
El PAF fue lanzado al público por La Iglesia de Jesucristo de los Santos de los Últimos Días en 1983, al mismo tiempo que los primeros software programas genealógicos empezaron a venderse al mercado. El precio de un programa de genealogía en esa época, tales como GCRAB (1979, escrita en Microsoft BASIC) o Family Roots (1982 compatible tanto para IBM como Macintosh) giraba cerca de los $250. PAF salió al público por el incomparable precio de $35. Ninguno de esos programas, incluyendo el PAF permitían compartir datos del uno al otro, el lenguaje GEDCOM aún no había sido escrito, de modo que si un usuario quería actualizar su programa o compraba uno más versátil, tenía que escribir manualmente toda la información que tenía originalmente. Hoy es raro encontrar un programa de genealogía que no permita exportar e importar datos en formato GEDCOM.